# Бахарев, Алексей Александрович
Алексе́й Алекса́ндрович Ба́харев (12 октября 1976, Петров Вал, Волгоградская область — 18 марта 2022, Тольятти, Самарская область) — российский и украинский футболист, полузащитник.

## Биография
Воспитанник тольяттинского футбола. Первый тренер — Вадим Григорьевич Хаджиев. Известен по выступлениям за футбольные клубы «Лада» Тольятти, «Спартак» Москва, «Ротор» Волгоград и «Шахтёр» Донецк.
В 2008 году играл за клуб «Машук-КМВ» из Пятигорска в первом дивизионе России. Имея тяжёлое повреждение колена — артроз — Бахарев сыграл в сезоне только в 6 матчах в начале первенства. 5 июня 2008 года после 15-го тура первенства-2008 было сообщено о его отчислении из команды, причины такого решения неизвестны.
С 2011 года — детский тренер в донецком «Шахтёре».

## Выступления за сборные
Сыграл по одному матчу за сборную России и за сборную Украины.
- 18 ноября 1998. Товарищеский матч. Бразилия — Россия 5:1. 53 минуты, вышел на замену
- 21 августа 2002. Товарищеский матч. Украина — Иран 0:1. 56 минут, был заменён

## Достижения
- Чемпион России: 1997
- Обладатель Кубка России: 1997/98
- Чемпион Украины (2): 2001/02, 2004/05
- Серебряный призёр чемпионата Украины (5): 1998/99, 1999/2000, 2000/01, 2002/03, 2003/04
- Обладатель Кубка Украины (3): 2000/01, 2001/02, 2003/04